# Ali Yücel
Ali Yücel (ur. 14 kwietnia 1930; zm. 11 listopada 1981) – turecki zapaśnik walczący w stylu wolnym. 
Mistrz świata w 1951; drugi w 1950. Złoty medalista mistrzostw Europy w 1949 roku.
W 1952 po zawodach w Szwecji został oskarżony o kradzież zegarków w sklepie. Pomimo tego, że został zwolniony z braku wystarczających dowodów, z tego powodu nie pojechał na Igrzyska 1952. W 1960 roku zrehabilitowany przez Prezydenta Cemala Gürsela, wrócił do zapasów, a potem został trenerem. 